# Kotelniki
Kotelniki (russisch Коте́льники) ist seit 2004 eine Stadt (zuvor Siedlung städtischen Typs) in der Oblast Moskau, Russland, 20 km südöstlich des Moskauer Zentrums und 4 km von der Stadtgrenze Moskaus entfernt. In unmittelbarer Nähe von Kotelniki liegen die Städte Ljuberzy und Dserschinski. Sie hat 32.338 Einwohner (Stand 14. Oktober 2010).

## Geschichte
Erste Erwähnungen des Ortes Kotelniki stammen aus dem frühen 17. Jahrhundert. Der Name könnte vom russischen Wort Kotjol, zu deutsch „Topf“, abstammen, was auch die Abbildung der drei Töpfe auf dem Stadtwappen erklärt.
1651 kam der Ort in den Besitz des am Zarenhofe einflussreichen Bojaren Boris Iwanowitsch Morosow. Im Laufe der nächsten Jahre ließ dieser den Ort ausbauen und Menschen dort ansiedeln. Nach Morosows Tod und der Verbannung seiner Erben kam Kotelniki 1676 an den Staat. Kurze Zeit später wurde dort eine Kathedrale errichtet, die nach der vielfach verehrten Gottesmutter von Kasan benannt wurde. Dieses um 1680 fertiggestellte Sakralgebäude ist in Kotelniki bis heute erhalten geblieben.
Nach dem Krieg gegen Napoleon 1812 ersteigerte Fürst Sergei Michailowitsch Golizyn das von den Franzosen teilweise verwüstete Kotelniki und ließ die zerstörte Kathedrale aufwändig wiedererrichten. Bis zur Oktoberrevolution blieb der Ort im Besitz des Golizyn-Geschlechts.
1931 wurde im Ort eine Ziegelei errichtet, um den in der Umgebung abgebauten Sand zu verarbeiten. 1938 erhielt der Ort den Status einer Arbeitersiedlung, später einer städtischen Siedlung im Rajon Ljuberzy. Im Juni 2004 wurde Kotelniki eine Stadt, die seit 2007 direkt der Oblast untersteht.

### Bevölkerungsentwicklung
| Jahr | Einwohner |
| ---- | --------- |
| 1939 | 6.591     |
| 1959 | 13.792    |
| 1970 | 14.857    |
| 1979 | 15.855    |
| 1989 | 17.456    |
| 2002 | 17.747    |
| 2010 | 32.338    |

Anmerkung: Volkszählungsdaten

## Wirtschaft

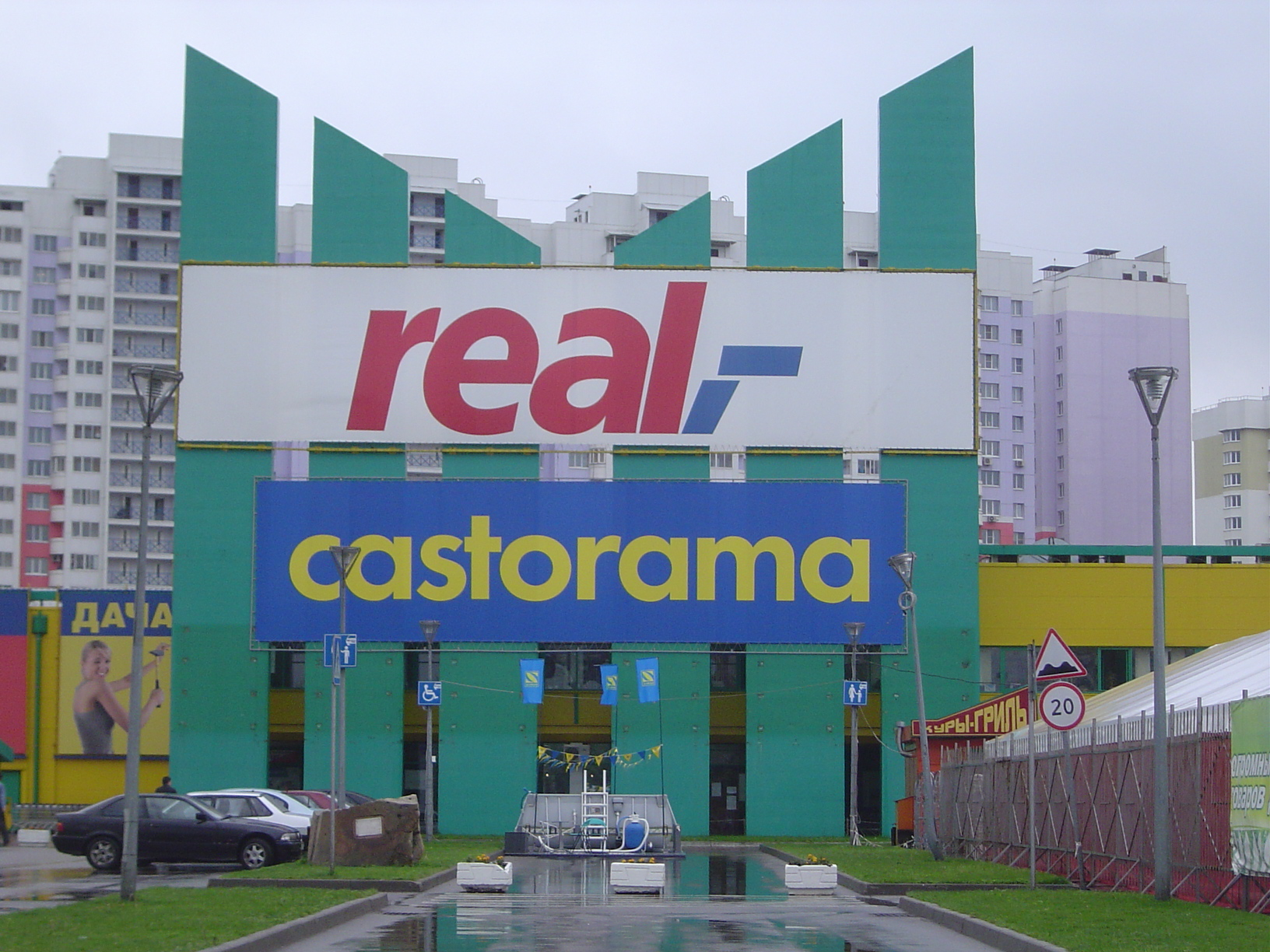
Ehemalige Marktkauf-Filiale in Kotelniki

Durch die Nähe Moskaus spielen eigene Industriebetriebe nur eine relativ geringe Rolle in der Wirtschaft von Kotelniki. Es gibt in der Stadt eine Teppichfabrik, eine Fabrik für Baustoffe und einen großen Landwirtschaftsbetrieb, der aus einer ehemaligen Sowchose hervorging. Ein bedeutender wirtschaftlicher Faktor ist der Einzelhandel, der sich in Kotelniki, wie auch in anderen Orten nahe der Moskauer Stadtgrenze, aufgrund der im Vergleich zu Moskau günstigen Grundstückspreise gut entwickelt. So gibt es nahe der Stadt eine MEGA-Mall einschließlich eines Ikea-Möbelhauses, zudem eröffnete in Kotelniki die erste Marktkauf-Filiale Russlands, die 2006 jedoch an die Metro-Gruppe verkauft wurde und heute als Real-Hypermarkt betrieben wird.